# Jesberg
Jesberg là một đô thị ở huyện Schwalm-Eder, bang Hessen, Đức. Đô thị Jesberg có diện tích 49,77 km², dân số thời điểm ngày 31 tháng 12 năm 2009 là 2553 người.